# Binudac
Binudac es un barrio rural  del municipio filipino de tercera categoría de Culión perteneciente a la provincia  de Paragua en Mimaro,  Región IV-B.

## Geografía
El municipio de Culión, 270 km al norte de Puerto Princesa, se extiende por  la totalidad de  isla de Culión y otras adyacentes, entre las de Busuanga al norte, Linapacán al sur y Corón a levante.
Todas forman parte del  de las islas Calamianes  en el norte de la provincia de Paragua, en el Estrecho de Mindoro, lengua de mar que comunica el mar de la China Meridional y el Mar de Joló.
Ocupa la parte occidental en el centro de la isla. Linda al norte con el barrio de Malaking Patag; al sur y al este con la Ensenada de Halsey que le separa de los barrios de Halsey y de De Carabao; al oeste con el mar de la China Meridional.
Forman parte de este barrio las  islas de Álava y de Bankelón, así como el islote de Saddle

### Demografía
El barrio  de Malaking Patag contaba  en mayo de 2010 con una población de 2.109 habitantes, siendo el segundo más poblado de su municipio.

## Historia
La isla de Culión formaba parte de la provincia española de  Calamianes, una de las de las 35 provincias de la división política del archipiélago Filipino, en la parte llamada de Visayas. Pertenecía a la audiencia territorial  y Capitanía General de Filipinas, y en lo espiritual a la diócesis de Cebú.